# Bādarāyaņa
Badarayana wordt, naast Shankara, beschouwd als een van de belangrijkste filosofen uit de Vedanta.
Veel auteurs identificeren hem met Veda-Vyāsa.
Hij is auteur van de Brahma Sutras, een klassiek Vedantageschrift, waarvan verschillende vertalingen uit het Sanskriet werden gemaakt en van commentaren voorzien.